# Port lotniczy Ust-Ilimsk
Port lotniczy Ust-Ilimsk (IATA: UIK, ICAO: UIBS) – port lotniczy położony 17 km na północny zachód od Ust-Ilimska, w obwodzie irkuckim, w Rosji.

## Linie lotnicze i połączenia
| Linia Lotnicza          | Kierunek              |
| ----------------------- | --------------------- |
| PANH                    | 1. Irkuck 2. Ułan-Ude |
| Siberian Light Aviation | 1. Irkuck             |